# Radical 133
Le radical 133, qui signifie "arriver", est un des 29 des 214 radicaux chinois répertoriés dans le dictionnaire de Kangxi composés de six traits.
Le caractère Unicode de 至 est 81F3.

## Caractères avec le radical 133
| nombre de traits          | caractères  |
| ------------------------- | ----------- |
| Sans trait supplémentaire | 至          |
| 2 traits supplémentaires  | 到          |
| 4 traits supplémentaires  | 致          |
| 6 traits supplémentaires  | 臵 臶 臷 臸 |
| 7 traits supplémentaires  | 臹          |
| 8 traits supplémentaires  | 臺          |
| 10 traits supplémentaires | 臻          |